# Giambonetto
Il giambonetto, anche se sembra derivare dal francese jambon (prosciutto), in realtà non è un prosciutto ma una specialità culinaria emiliana, brevettata dal noto imprenditore gastronomico Giuliano Cavazzuti.
La ricetta consiste nel far bollire a lungo della carne di vitella nel latte, fino a che questo non sia completamente assorbito, conferendo alla carne morbidezza e un sapore caratteristici. Al termine della cottura il giambonetto viene guarnito solitamente con della purea di patate e viene glassato con lo stesso latte che diventa un sugo eccellente.
In alcune regioni d'Italia (Sardegna, Lazio) alcuni variano la ricetta utilizzando l'arista di maiale.